# Pedra da Gávea
Pedra da Gávea je izolovaná skála v Brazílii. Nachází se na břehu Atlantského oceánu na jihozápadním okraji města Rio de Janeiro a je součástí národního parku Tijuca. Měří 842 m, je tedy dvakrát vyšší než známější Cukrová homole a bývá považována za největší světový monolit nacházející se na mořském pobřeží. Kupole je tvořena žulou a pochází z neoproterozoika. Na svazích rostou chlebovníky, citrusy a papája.
Když zde roku 1502 přistál Gaspar de Lemos, pojmenoval skálu podle její podobnosti s plachtou košovkou (portugalsky gávea). Místo je vyhledáváno díky atraktivním lezeckým terénům a dalekým výhledům z vrcholu, ve snaze o pořízení efektních fotografií mnozí turisté riskují pád ze skály. Pedra da Gávea se také objevila v brazilském filmu Roberto Carlos e o Diamante Cor-de-Rosa. 
Hora je známá mezi příznivci pseudoarcheologie. Na skále lze také pod jistým úhlem nalézt obraz lidského obličeje, byly zde také nalezeny znaky připomínající písmo, kterým Bernardo de Azevedo da Silva Ramos přisoudil fénický původ. Podle většiny vědců však jde o přírodní útvary.